# Meurtres à La Rochelle
Pour plus de détails, voir Fiche technique et Distribution.
Meurtres à la Rochelle est un téléfilm français réalisé par Étienne Dhaene, diffusé pour la première fois, en Belgique, le 20 septembre 2015 sur La Une (RTBF) et, en France, le 14 novembre 2015 sur France 3. Il fait partie de la collection Meurtres à.

## Synopsis
À La Rochelle, le corps d'un homme d'affaires est retrouvé dans la Tour Saint-Nicolas. L'homme a été pendu et la lettre A a été écrite sur son front. Très vite, le meurtre rappelle la mort de moines catholiques au 17e siècle. L'enquête est confiée au capitaine Raphaël Weiss mais il doit collaborer avec le Commandant Justine Balmont, de la police de Bordeaux, sa propre fille.   

## Fiche technique
- Titre : Meurtres à la Rochelle
- Réalisation : Étienne Dhaene
- Scénario, Adaptation et Dialogues : Laurent Mondy
- Produit par : Richard Berkowitz et Nicolas Douay
- Producteur exécutif : Bernard Paccalet
- Directeur de production : Stéphane Bourgine
- Directeur de la photographie : Jean-Pierre Hervé
- Chef monteur : Anthony Bellagamba
- Musique : Frédéric Porte

- Une production : Épisode Productions
- Avec la participation de : France Télévisions
- En coproduction avec : Be-FILMS, RTBF (Télévision belge)
- Genre : Thriller
- Durée : 92 minutes
- Dates des premières diffusions : 
  -  Belgique : 20 septembre 2015 sur La Une (RTBF)
  -  France : 14 novembre 2015 sur France 3

## Distribution
- Philippe Caroit : Capitaine Raphaël Weiss
- Dounia Coesens : Commandant Justine Balmont
- Guillaume Denaiffe : Lieutenant Théo Gosselin
- Lucie Jeanne : Adèle Fabian, la procureure
- Valérie Kaprisky : Alexandra Larcher
- Smaïl Mekki : Marwan Brakimi
- Laurent Olmedo : Francis Morange
- Laurent Spielvogel : Monseigneur Vergel
- Jérémie Covillault : Père Charrier
- Frédéric Pellegeay : Philippe Jourdan
- Astrid Roos : Candice Larcher
- David Brécourt : Antoine Morange
- Katherine Erhardy : Suzanne Haudebourg
- Cyril Aubin : Daniel Jourdan
- Sébastien Blanc : Employé de la tour
- Pierre Renverseau : Patron du bar

## Tournage
Le tournage a eu lieu en Charente-Maritime, à Angoulins-sur-Mer, Châtelaillon-Plage, Rochefort et La Rochelle, en mars et avril 2015.

## Audiences
- France : 4,19 millions de téléspectateurs (première diffusion) (18,4 % de part d'audience)

Il fut le programme le plus regardé de la soirée, augmentant son audience tout au long de la soirée. 
Lors de sa rediffusion, le 13 décembre 2016, le téléfilm a encore rassemblé, en France, 3,8 millions de téléspectateurs, soit 15,4 % de part d'audience.

## Vérité historique
La légende des sept moines assassinés racontée dans le téléfilm est totalement fictive et issue de l'imagination des scénaristes. Ce choix est totalement assumé.  